# Johann Rihosek

Johann Rihosek vor der Lokomotive 160.04 der kkStB. Die Lokomotive ist mit dem von Rihosek entwickelten Kobel-Funkenfänger ausgestattet.

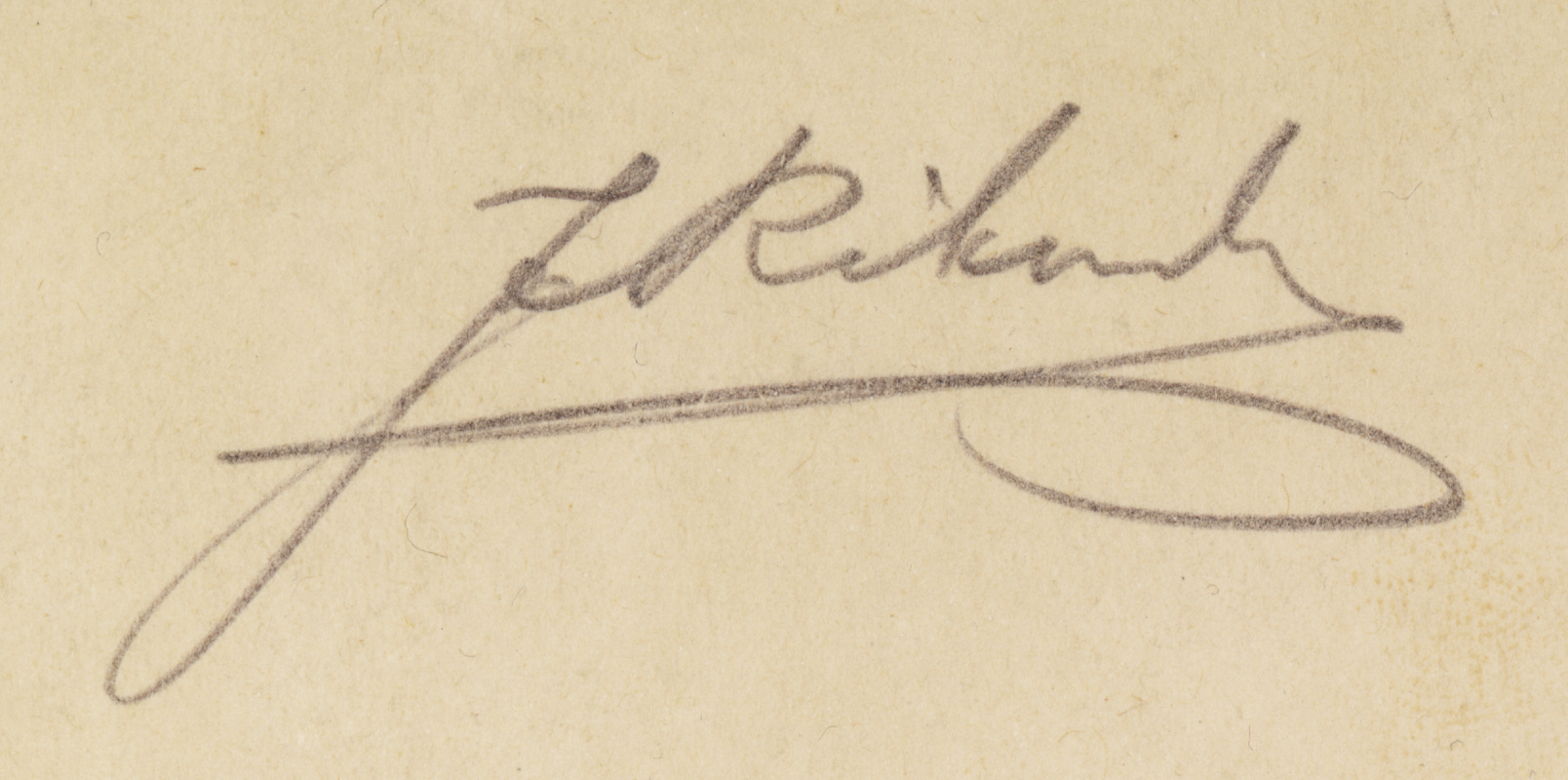
Signatur von Johann Rihosek

Johann Rihosek (* 5. Juni 1869 in Maków Podhalański, Galizien; † 21. November 1956 in Wien) war ein österreichischer Ingenieur und Lokomotiv-Konstrukteur.

## Leben
Rihosek besuchte die Realschule in Olmütz und studierte anschließend Maschinenbau an der Technischen Hochschule Wien. 1893 trat er seine Stelle als Konstrukteur in der Lokomotivfabrik Floridsdorf an. Ab 1897 arbeitete er im von Karl Gölsdorf geleiteten Departement für Lokomotiv- und Wagenbau im k.k. Eisenbahnministerium. 1910 wurde ihm der Titel eines Oberbaurats verliehen. Nach Gölsdorfs Tod im Jahre 1916 wurde Rihosek dessen Nachfolger als Sektionschef im Ministerium.
Der Erste Weltkrieg und seine Folgen stellten hohe Anforderungen an Rihosek, da Materialmangel zu großen Problemen beim Fahrzeugbau führten. Nach der Aufteilung des Lokomotivfahrparks an die Nachfolgestaaten von Österreich-Ungarn musste dringend Ersatz geschaffen werden. So entstanden die Reihen kkStB 270, BBÖ 81 und BBÖ 82, welche allesamt noch der „Bauart Gölsdorf“ zuzuordnen sind. Besondere Verdienste erwarb sich Rihosek in der Weiterentwicklung der Eisenbahnbremsen, er bevorzugte dabei die Druckluftbremse. Bei der Entwicklung arbeitete er mit der Gebrüder Hardy A.G. zusammen, in deren Aufsichtsrat er bis zu seinem Tode saß. Außerdem entwickelte er einen Funkenfänger für Dampflokomotiven (den markanten „Kobelrauchfang“) und den Speisewasservorwärmer (Abgasvorwärmer), welcher mit dem Abdampf der Lokomotive das Kesselwasser vorwärmt und so Heizenergie einspart.
1924 verließ Rihosek als Sektionschef das Ministerium (seit 1923 Bundesministerium für Handel und Verkehr) und wurde mit Oktober des Jahres Honorardozent an der seit dem Tod von Rudolf Sanzin (1874–1922) vakant gewesenen Lehrkanzel für Lokomotivbau der Technischen Hochschule Wien. Dort wurde er 1936 außerordentlicher Universitätsprofessor und erhielt 1944 ein Ehrendoktorat. Seit 1925 saß er im Verwaltungsrat der Grazer Waggon- und Maschinenfabriks A.G.
Er verfasste zahlreiche Aufsätze in den Zeitschriften Organ für Fortschritte des Eisenbahnwesens, Zeitschrift des österreichischen Ingenieur- und Architektenverein, Die Lokomotive und Eisenbahn Österreich.
Johann Rihosek wurde am 29. November 1956 auf dem Grinzinger Friedhof zur letzten Ruhe bestattet (Gruppe 32/Reihe 5/Nr. 25). Zu seinen Ehren wurde 1967 in Floridsdorf (21. Wiener Gemeindebezirk) die Rihosekgasse benannt.